# والی (ناحیه پاردوبیتسه)
والی (به چکی: Valy) یک منطقهٔ مسکونی در جمهوری چک است که در ناحیه پاردوبیتسه واقع شده‌است. والی ۴۲۳ نفر جمعیت دارد.